# Benjamin W. Lee

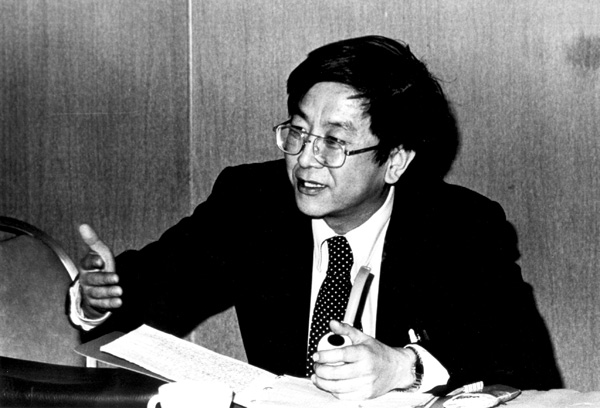
Benjamin Whisoh Lee

Benjamin Whisoh Lee (* 1. Januar 1935 in Keijō, Chōsen, Japanisches Kaiserreich; † 16. Juni 1977 bei Kewanee, Illinois, Vereinigte Staaten) war ein südkoreanisch-US-amerikanischer theoretischer Physiker, der sich mit Elementarteilchenphysik beschäftigte.

## Leben
Lee studierte ab 1952 Chemieingenieurwesen an der Seoul National University. 1953 ging er in die USA, wo er an der „Miami University of Ohio“ und an der University of Pittsburgh (Master-Abschluss 1958) studierte. 1960 promovierte er an der University of Pennsylvania. 1961 war er Assistenzprofessor an der University of Pennsylvania, 1963 Associate Professor und 1965 Professor. Dazwischen war er 1961/2 am Institute for Advanced Study in Princeton. 1966 bis 1976 war er Professor an der State University of New York at Stony Brook, wo Chen Ning Yang sein Chef war. Seit 1968 war er US-Amerikaner. 1971 ging er zum Fermi National Accelerator Laboratory, wo er ab 1974 Leiter der Theorieabteilung war. Gleichzeitig war er Professor an der Universität Chicago.
Er starb 1977 mit nur 42 Jahren bei einem Autounfall, als sein Wagen auf dem Highway von einem entgegenkommenden Lastwagen, der die Begrenzung zur Gegenspur durchbrach, gerammt wurde. Seine Frau und seine beiden Kinder erlitten nur leichte Verletzungen. Lee war auf dem Weg zu einem Sommertreffen des Fermilab-Programmkomitees in Aspen.
Lee war Sloan- und Guggenheim Fellow sowie Fellow der American Physical Society und seit 1976 Mitglied der American Academy of Arts and Sciences.

## Forschung
In den 1960er Jahren beschäftigte er sich mit den damals viel untersuchten Stromalgebren (mit phänomenologischen „chiralen“ Lagrangefunktionen und Symmetrien wie SU(6)) der Elementarteilchenphysik. Daraus entstand sein Buch „Chiral Dynamics“ von 1972 (Verlag Gordon and Breach). Anfang der 1970er Jahre untersuchte er das Verhalten spontan gebrochener Modelle bei Renormierung. Nach t´Hoofts Beweis der Renormierbarkeit von Yang-Mills-Theorien mit spontaner Symmetriebrechung 1972 gab er einen alternativen Beweis (für abelsche Eichtheorien), der wesentlich dafür verantwortlich war, Theoretiker von der Gültigkeit von t´Hoofts Methode zu überzeugen. Mit E. Abers schrieb er einen wichtigen, damals viel gelesenen Übersichtsartikel über Eichtheorien. Mit Mary Gaillard untersuchte er Eigenschaften der Charm-Quarks, die kurz darauf 1974 entdeckt wurden, und gab eine Erklärung der {\displaystyle \Delta I={\frac {1}{2}}} Auswahlregel nichtleptonischer schwacher Zerfälle zum Beispiel von Kaonen im Rahmen der QCD.